# Charles Lévêque
Pour les articles homonymes, voir Lévêque.
Jean Charles Lévêque, né  à Bordeaux le 7 août 1818 et mort à Meudon le 4 janvier 1900, est un philosophe français, auteur de plusieurs ouvrages de métaphysique et d'esthétique.

## Biographie
Fils d'un juge de paix, il obtient son baccalauréat ès-lettres en 1836 puis est, pendant deux ans, secrétaire du proviseur et maître d'études suppléant au collège de Bordeaux.
Élève de l'École normale de 1838 à 1841, il obtient une licence de lettres en 1839, le baccalauréat de sciences physiques en 1840 et l'agrégation de philosophie en août 1842.
Chargé du cours de philosophie au lycée d'Angoulême durant l'année 1841-1842, il occupe ensuite le poste de professeur de philosophie au lycée de Besançon de 1842 à 1846. 
Nommé membre de l'École française d'Athènes le 24 décembre 1846, lors de la fondation de cette institution, il y séjourne durant deux ans. 
À son retour, il est nommé professeur de philosophie au lycée de Toulouse en septembre 1848.
Reçu docteur ès lettres à la Faculté de Paris le 17 novembre 1852, Charles Lévêque est chargé de la chaire de philosophie de l'Université de Besançon en septembre 1853. Nommé professeur de philosophie à la faculté de Nancy à la rentrée suivante, il est délégué dans la chaire d'histoire de la philosophie à la Sorbonne dès la fin de novembre 1854.
Chargé du cours de philosophie grecque et latine au Collège de France le 9 janvier 1857, il est nommé titulaire de cette chaire le 23 décembre 1861.
Lauréat d'un concours de l'Académie des sciences morales et politiques sur les principes de la science du beau en 1859 (le mémoire présenté est publié en 1861), lauréat de l'Académie française et de l'Académie des Beaux-Arts en 1861, il est élu ensuite membre de l'Académie des sciences morales et politiques le 5 mai 1865.
Un prix de métaphysique, décerné par l'Académie des sciences morales et politiques, porte son nom.
Charles Lévêque était officier de la Légion d'honneur.
Henri Bergson lui succède au Collège de France en 1900.

## Ouvrages
- Le Premier moteur et la nature dans le système d'Aristote (1852) (thèse de doctorat de Charles Lévêque)
- Notice sur la vie et les œuvres de Ch. Simart (1857)
- La Science du beau étudiée dans ses applications et dans son histoire (2 volumes, 1861) texte en ligne
- Le Spiritualisme dans l'art, Éd. Germer Baillière, coll. «Bibliothèque de philosophie contemporaine» (1864)
- Études de philosophie grecque et latine (1864)
- Les Derniers jours de la théologie païenne : Proclus et son dieu (1865)
- La Science de l'invisible : études de psychologie et de théodicée, Éd. Germer Baillière, coll. «Bibliothèque de philosophie contemporaine» (1865)
- Les Harmonies providentielles, Hachette, coll. « La Bibliothèque des merveilles » (1872) Texte en ligne